# Sant'Eligio dei Sellai
Sant'Elígio dei Sellai ou Igreja de Santo Elígio dos Seleiros era uma igreja de Roma, Itália, localizada no rione Trastevere, demolida em 1902. Ela ficava na antiga piazza delle Gensole, a oeste da extremidade trasteverina da Ponte Céstio, ao norte da via della Lungaretta. A praça não existe mais e o local hoje está parcialmente embaixo da via della Gensola.
Seu nome aparece também como Sant'Eligio dei Sellari. Era dedicada a Santo Elígio.

## História
Esta igreja foi construída em 1740 pela guilda dos seleiros, chamados de sellari. A origem da guilda remonta o ano de 1404, quando a guilda de ourives, ferreiros e seleiros foi fundada na paróquia de San Salvatore alle Coppelle. Alguns anos depois ela se dividiu: os ourives foram para Sant'Eligio degli Orefici e os ferreiros, Sant'Eligio dei Ferrari. Os seleiros continuaram em San Salvatore, utilizando um pequeno oratório perto dali.
O arquiteto responsável pela nova igreja foi Carlo de Dominicis, que já havia trabalhado nas fachadas de Santi Bartolomeo e Alessandro dei Bergamaschi, San Salvatore alle Coppelle e Santi Celso e Giuliano. Mas esta, sem dúvida, era sua obra mais importante em Roma.
A confraria foi expulsa da igreja durante a ocupação napoleônica de Roma, em 1801, e o local foi entregue à "Congregação dos Exercícios Espirituais da Ponte Arruinada" (em italiano:  Congregazione degli Esercizi Spirituali di Ponte Rotto), que ficou no local por um século. Neste período, a região se transformou numa favela cujas famílias contavam com a congregação para obter ajuda.
O edifício sobreviveu à construção do Lungotevere degli Anguillara, a nova marginal do Tibre, que passava um pouco mais ao norte. Porém, em 1902, a igreja estava em ruínas e foi demolida depois que parte da estrutura ruiu.

## Galeria

Imagens da igreja
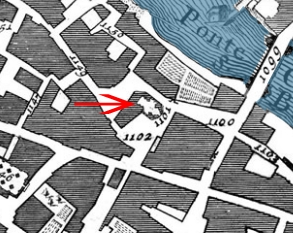
Indicação da igreja no Mapa de Nolli (1748), nº 1101.
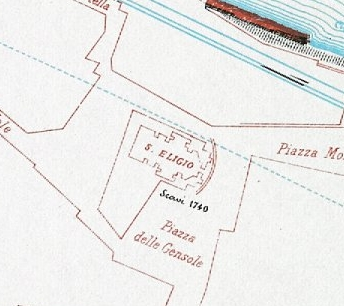
Diagrama da igreja e da praça (também perdida) por Rodolfo Lanciani.